# Lee Kai-Lin
Lee Kai-Lin (15 de julio de 1992) es una deportista taiwanesa que compitió en judo adaptado. Ganó una medalla de plata en los Juegos Paralímpicos de Londres 2012 en la categoría de –48 kg.

## Palmarés internacional
| Representando a China Taipéi |                       |                  |           |
| Juegos Paralímpicos          |                       |                  |           |
| Año                          | Lugar                 | Medalla          | Categoría |
| 2012                         | Londres (Reino Unido) | Medalla de plata | –48 kg    |